# Kyadikunte, Sira
Kyadikunte là một làng thuộc tehsil Sira, huyện Tumkur, bang Karnataka, Ấn Độ.